# Robert Clifford (Ritter)
Sir Robert Clifford of Skipton († 1508) war ein englischer Ritter.

## Leben
Sir Robert war ein Sohn von Thomas Clifford, 8. Baron de Clifford und Joan, Tochter des Thomas Dacre, 6. Baron Dacre.
Er wird in einer Quelle als treuer Anhänger Eduard IV. beschrieben, obwohl sein Vater im Kampf gegen das Haus York starb und die Familie Clifford für Lancaster kämpfte. Definitiv wandte sich Sir Robert aber gegen Richard III. und war Teil einer misslungenen Revolte zusammen mit Sir William Brandon in Colchester Oktober 1483. Robert Clifford erhielt aber Pardon und es wird vermutet, dass die Gegenleistung eine Spitzeltätigkeit für Richard war.
Unter Heinrich VII. kämpfte Robert Clifford im Juni 1487 bei der Schlacht von Stoke gegen York. Robert wurde hierfür in Stoke zum Ritter geschlagen.
Anschließend wurde er zum Knight of the Kings Body, Master of Ordnance und Chamberlain of Berwick-upon-Tweed ernannt.
Ab 1493 war Sir Robert Teil einer Verschwörung, die Perkin Warbeck auf den Thron bringen sollte. Er reiste deshalb nach Flandern zu Margareta von York, an deren Hof sich Warbeck aufhielt. In einem Brief an Freunde in England bestätigte er, dass der junge Mann dort (Warbeck) wirklich und wahrhaftig Richard of Shrewsbury, 1. Duke of York, Sohn Eduards IV. und rechtmäßiger Thronerbe sei.
Diese Nachricht veranlasste Heinrich VII., Spione nach Flandern zu schicken um alle Details der dortigen Verschwörer und deren genauen Pläne ausfindig zu machen, aber auch um einige durch Bestechung und Pardon wieder auf seine Seite zu bringen. Einige Quellen sagen, dass Sir Robert die Seite wechselte und für Heinrich VII. spionierte, andere vermuten, dass Clifford von Anfang an als Spion im Namen Heinrichs nach Flandern fuhr.
Im Januar 1495 kehrte Sir Robert nach England zurück, unterwarf sich dem König, lieferte einige Verräter, unter ihnen Sir William Stanley, aus und erhielt dafür Pardon und eine Zahlung von 500 £. Clifford soll Sir Stanley zitiert haben, dass dieser nie die Waffen gegen Warbeck erheben würde, wenn dieser wirklich der Sohn Eduard IV. sei. Aus diesem Satz konstruierte die Anklage den Hochverrat, der zur Enthauptung Stanleys führte.
Nach 1495 ist wenig über das weitere Leben von Sir Robert bekannt, nur eine Quelle berichtet, dass er 1497 zum Constable and Marshal im Kampf gegen den kornischen Aufstand ernannt wurde.
Sir Robert starb 1508 und fand seine letzte Ruhestätte in der Kirche St. Mary, Aspenden.

## Ehe und Nachkommen
Sir Robert war verheiratet mit Anne, Tochter des William Berkeley.

## Rezeption
Sir Robert Clifford und seine Aktivitäten sind unter anderem Gegenstand der englischen TV-Serie The Shadow of the Tower von 1972.